# Break It Up
Break It Up est le premier album solo de Jemina Pearl.

## Liste des pistes
1. Heartbeats - 2 min 15 s
2. After Hours - 2 min 49 s
3. Ecstatic Appeal - 3 min 34 s
4. Band On The Run - 3 min 03 s
5. I Hate People - 3 min 19 s (avec Iggy Pop)
6. Looking For Trouble - 2 min 26 s
7. Retrograde - 3 min 33 s
8. Nashville Shores - 3 min 05 s
9. No Good - 3 min 03 s
10. D Is For Danger - 3 min 05 s
11. Selfish Heart - 2 min 15 s
12. Undesirable - 3 min 20 s
13. So Sick! - 2 min 40 s

## Musiciens
- Jemina Pearl : vocaux
- John Eatherly : tous les instruments
- Thurston Moore : guitare sur "Nashville Shores", "After Hours" et "Band On The Run", chœur sur "D Is For Danger", "So Sick!" et "Band On The Run"
- Derek Stanton : guitare solo sur "Looking For Trouble"